# Cacatua blanca
La cacatua blanca (Cacatua alba) és una espècie d'ocell de la família dels cacatuids (Cacatuidae) que habita els boscos de les illes Obi, Bacan, Halmahera, Ternate i Tidore, a les Moluques.